# Сівкова Лідія Миколаївна
Лідія Миколаївна Сівкова (нар. 26 червня 1951, тепер Російська Федерація) — українська діячка, голова колгоспу імені Чапаєва Добропільського району Донецької області. Народний депутат України 1-го скликання.

## Біографія
Закінчила Саратовський зооветеринарний інститут РРФСР, зооінженер.
На 1990 рік — голова колгоспу імені Чапаєва Добропільського району Донецької області.
18.03.1990 року обрана народним депутатом України, 2-й тур, 56,07 % голосів, 6 претендентів. Входила до групи «Земля і воля». Член Комісії ВР України з питань відродження та соціального розвитку села.